# Le Démocrate (journal ivoirien)
Pour les articles homonymes, voir Le Démocrate.
Le Démocrate est un journal ivoirien, proche du PDCI. il est lancé en octobre 1950. il fut en son temps l'organe de presse le plus puissant. Comme tous les journaux de l'époque coloniale, Le Démocrate disparaît à l'indépendance du pays pour laisser la place à une nouvelle presse.

## Histoire
Ex-Fraternité Hebdo, cet hebdomadaire dont la ligne éditoriale épouse celle de la politique du gouvernement, tire à 15 000 exemplaires.